# Leposoma
Leposoma — рід ящірок родини гімнофтальмових (Gymnophthalmidae). Представники цього роду є ендеміками Бразилії.

## Види
Рід Leposoma нараховує 6 видів:
- Leposoma annectans Ruibal, 1952
- Leposoma baturitensis Rodrigues & Borges, 1997
- Leposoma nanodactylus Rodrigues, 1997
- Leposoma puk Rodrigues et al., 2002
- Leposoma scincoides Spix, 1825
- Leposoma sinepollex Rodrigues et al., 2013

## Етимологія
Наукова назва роду Leposoma походить від сполучення слів дав.-гр. λεπος — луска і σωμα — тіло.